# Korányi Frigyes Szakkollégium
A Korányi Frigyes Szakkollégium egyike a Semmelweis Egyetem kollégiumainak, amely az egyetem hallgatóinak lakhatását hivatott biztosítani. Az egyetem többi kollégiumától eltérően ez szakkollégium, ami annyit jelent, hogy a helybiztosításon túl a hallgatók tudásának elmélyítése és ismereteinek bővítése is a célja.

## A kollégium

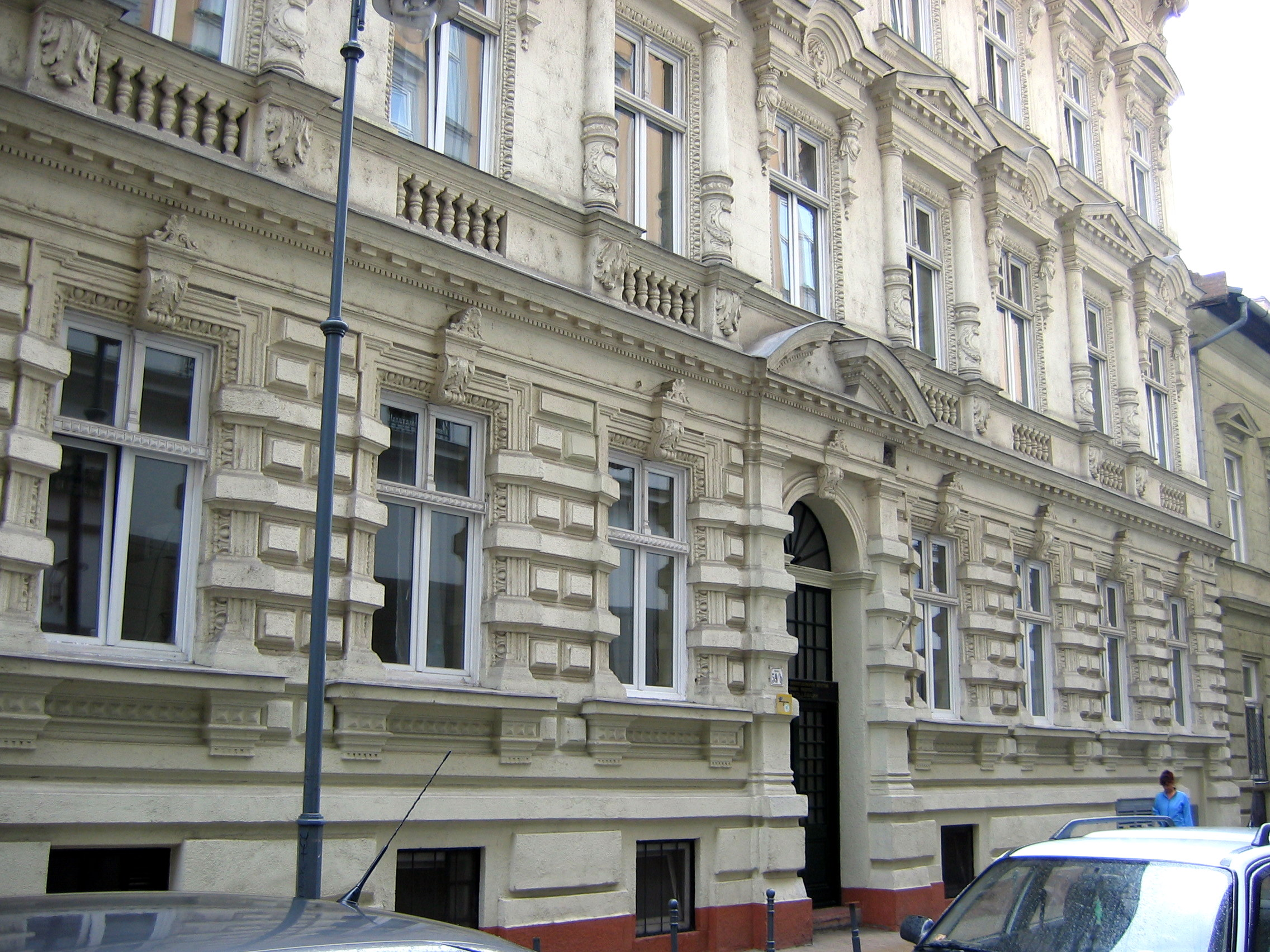
A kollégium épülete kívülről, a Hársfa utcából nézve

### Története
A Korányi Frigyes Szakkollégium a Semmelweis Orvostudományi Egyetem szakkollégiumaként alakult 1985 őszén, a rendszerváltás hajnalán. Nem sokon múlt, hogy végül a ma a kollégisták által csak egyszerűen Hársfának becézett, Hársfa utca 59/B. szám alatt álló, Budapest VII. kerületében
található épület nem egy nővérszálló lett. Ennek az az oka, hogy az egyetem akkori vezetése bár nővérszállóvá alakította az épületet, megosztottá vált. Az egyetemi pártvezetés más egyetemekhez hasonlóan a SOTE-n is szeretett volna szakkollégiumot létrehozni. Ezért kiadta az utasítást a hallgatói KISZ szervezetnek, hogy létesítsenek szakkollégiumot. Mivel a KISZ vezetésnek fogalma sem volt, hogy kezdjen hozzá, végül beleegyeztek, hogy a kollégisták képviselői a martonvásári kulturális építőtábor tapasztalatai és az „épület nélküli” Pápai Páriz Ferenc szakkollégium szervezői (elsősorban Lázár Imre és Sebestény Tamás) ötletei alapján programot készítsenek és tagokat toborozzanak. Ezt igen gyorsan kellett elvégezni, mivel az egyetem vezetésének „nővér párti” része keményen lobbizott, hogy a frissen elkészült szálló épület mégiscsak nővérszálló legyen. Végül a nagyobb hatalommal bíró pártvezetés győzött és az épületbe 1985 őszén beköltöztek a szakkollégisták. Talán a mai napig példátlan szabadságfokkal kezdhettek hozzá a fiatalok a szakkollégium kialakításához. A saját maguk által írt és az egyetem vezetése által érthetetlen módon jóváhagyott szervezeti működési szabályzat szerint a diákönkormányzat szinte minden kérdésben döntési joggal rendelkezett: tagok felvétele, elbocsátása, még a kollégium igazgatójának kinevezéséhez is vétó joguk volt. A felvételi és bentmaradási követelmények között nem a tanulmányi eredmény, hanem a közösségi munka, a kollégium érdekében végzett tevékenység volt a döntő. A Kollégium sebtében kinevezett igazgatója minimális felügyeletet gyakorolt. Mámoros hangulatban, Kossuth nótás bulik és éjszakákba nyúló közgyűlések a bútorozatlan társalgóban jellemezték az első hónapokat. Ugyanakkor a SOTE történetében soha nem tapasztalt aktivitás és programok alakultak: filmklub, beszélgetések, viták volt NÉKOSZ-osokkal, művészekkel, „másként gondolkodókkal”, bekapcsolódás a téli népművelési gyakorlatba, vidéki kórházakba tanulmányi kirándulás, Németh László kurzus, pszichoszomatika kurzus.
A korábban javasolt Pápai Páriz Ferenc vagy Németh László helyett a politikailag „biztonságosabb” Korányi Frigyes lett évekkel később a névadó.
Így a Hársfa lett Magyarország 3. szakkollégiumként is nevezett egyetemi szállása, a Corvinus Egyetem Rajk László Szakkollégiumát (1970) és az ELTE Bibó István Szakkollégiumát (1983) követően. (Természetesen ebben a sorban az abszolút első Eötvös-kollégiumot, ami még a 19. századra is visszatekintő múlttal rendelkezik, nem számoljuk.) A Hársfa megalakulásától fogva a rendszerváltásig a „szabad gondolkodás” szigete volt az Orvosegyetemen. Hasonlóan az előbb említett kollégiumokhoz, bár a Hársfások annyira tevékenyen, mint a Bibósok, nem vettek részt a rendszerváltás létrejöttében, de mindig is támogatták azt. A rendszerváltás után inkább a szakmaiságra helyeződött a hangsúly, de a közélet iránti élénk érdeklődés ma is jellemző a szakkollégium hallgatóira. Ennek bizonyítéka a Korányi Frigyes Közéleti Fórum létrejötte is, amelyben éves rendszerességgel hívnak meg a kollégiumba egy-egy neves közéleti személyiséget.
A 2001-ben egyesült néven létrejött Semmelweis Egyetemen a kollégium maradt a régi státuszában, és nem bővítette a felvehető hallgatók kereteit az egyetem újdonsült karainak (TSK és ETK) diákjaival. Így ma is csak a leendő orvos-, fogorvos- és gyógyszerész- hallgatóknak nyújt a lakhely mellett szakmai többletet a kollégium.

### Az épület

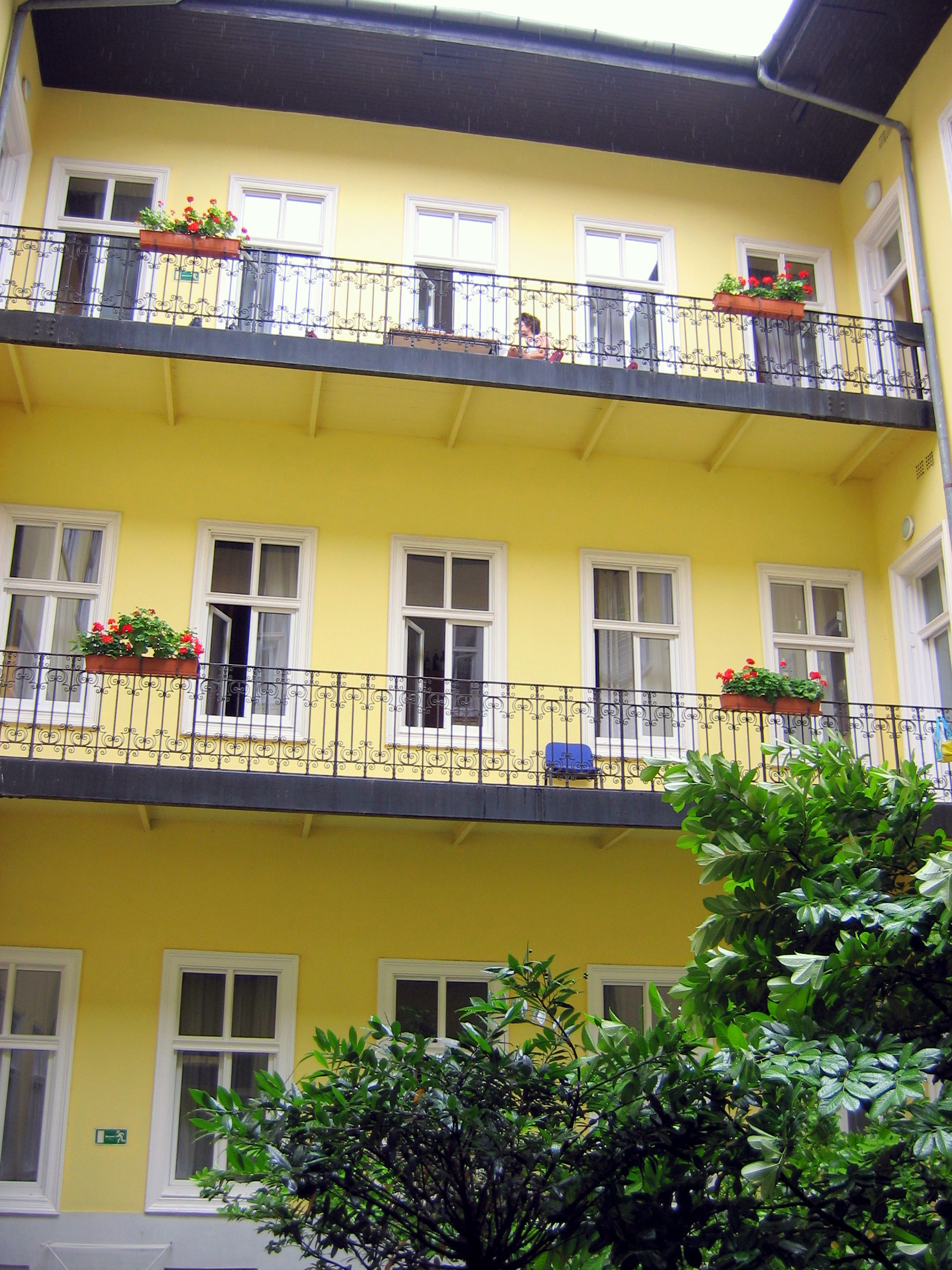
A kollégium épülete az egyik szoba ablakából fotózva

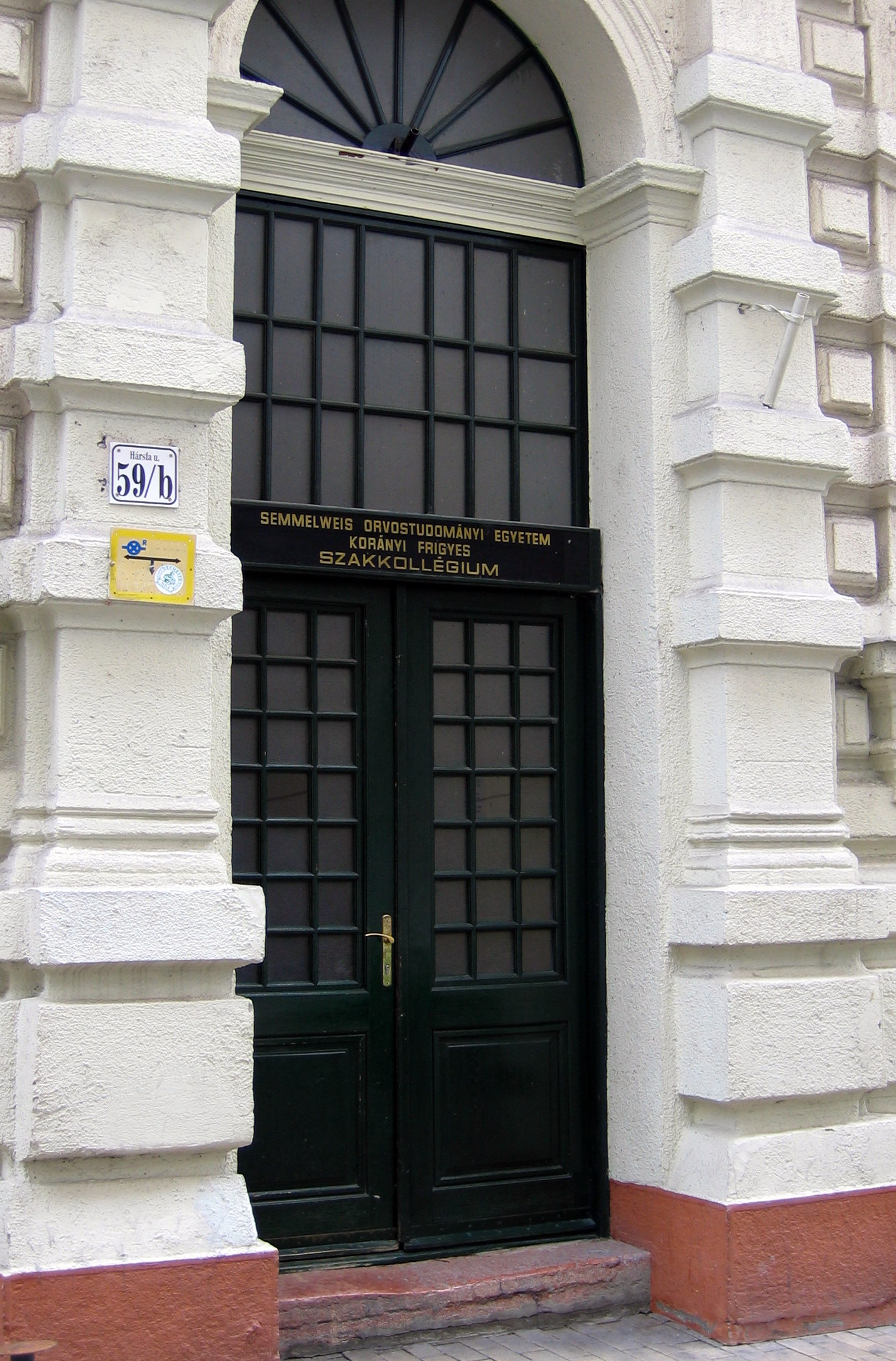
A kollégium bejárata a Hársfa utcából

Az épület egykoron bordélyház volt, amely a Pázmány Péter Tudományegyetem tulajdonába került és kollégium lett belőle. A jogutód Semmelweis Orvostudományi Egyetem évekig szintén kollégiumként üzemeltette, majd az 1980-as évek közepén nővérszállóvá szerette volna alakíttatni, de ezt a SOTE párttitkára (MSZMP), KISZ vezetése egy csoport lelkes kollégistának teret engedve megakadályozták. Ekkor lett belőle szakkollégium. Az épület ma egy patinás felújított háromszintes ház, a Hársfa utca Király utcához közel eső oldalán.
Az épületet a VII. kerület épületvédelmi bizottsága műemlék jellegű épületté nyilvánította, így jelentősebb átépítés azon nem végezhető. Állapotának megőrzése azonban egyenesen kötelesség. Ha összehasonlítjuk azt az épületet, ami megkapta a szakkollégiumi státuszt 1985-ben, és azt, amelyiket ma nevezünk annak, nagy különbséget veszünk észre. Szinte csak a falak nem változtak, azokon kívül minden megújult. Az 1990-es évek végétől kezdve folyamatosan felújítják az arra rászoruló épületrészeket, így szinte minden év nyarán folyik valahol ilyen munka. 
A Hársfában az elhelyezés kétágyas szobákban történik. Minden 2 szobához tartozik egy-egy konyha, fürdőszoba és mellékhelyiség, így a két szoba és ezek együtt alkotnak egy ún. blokkot. Az épületben a földszint fölött 2 emelet található. A földszinten 2 blokk, irodák, porta, könyvtárszoba és zongoraterem helyezkedik el. A két emeleten 6-6 blokk, egy tanuló-, egy közösségi terem, skill-labor, videó szoba, konferenciaterem van. A háznak összesen 14 blokkja van, amelyben az intézmény 56 hallgatónak tud egyidejűleg lakhatást biztosítani.
A kollégiumhoz tartozik még az alagsori szinten lévő konditerem és fociterem, ami a kollégisták sport- és mozgásigényét hivatott kielégíteni. Ezen kívül az épület falai által körbefogva található még egy, a pesti belvárosi házakra jellemző, zárt udvar is.
Az épület közlekedési szempontból az egyik legjobb helyen található a belvárosban. A 4-es, 6-os villamos Király utca / Erzsébet körút megállója 1 perc, míg a 70-es és 78-as trolibusz azonos nevű megállója fél perc távolságra van. A Nyugati pályaudvartól villamossal 2 megállóra van, míg a Keleti pályaudvar is maximum 15 perc alatt elérhető.

### Előtérben a szakmaiság
A szakkollégium a Semmelweis Egyetem kollégiumai közül több szempontból is kiemelkedik. Az alapítók szándéka szerint nem csak szállást biztosít a szakkollégistáknak, hanem saját kurzusai és követelményrendszere által lakóinak minél magasabb szakmai színvonalú képzéséhez is hozzájárul. A hallgatóktól megkövetelt négyes átlag az orvostudomány magas szintű elsajátítását, a kutatómunka a tudományos szemlélet kialakítását, a szakkollégiumi kurzusok pedig a sikeres gyógyító munkához napjainkban nélkülözhetetlen jogi, közgazdaságtani és egyéb vezetői ismeretek átadását célozzák.
A szakkollégium ugyanakkor minden segítséget megad a magas szakmai elvárások teljesítéséhez. A felsőbb évesek vizsgák és évközi számonkérések előtt konzultációkkal segítik a fiatalabbak felkészülését, és a nyugodt tanulás „infrastrukturális” feltételei is biztosítottak. Az épület gazdagon felszerelt közös helyiségekkel (számítógép terem, tanulószobák mikroszkóppal és szövettani tékákkal, konditerem, klubhelyiség, skill-laboratórium ultrahanggal, fogászati eszközökkel, elsősegélynyújtó felszereléssel) rendelkezik.
A szakkollégium önkormányzata széles jogkörrel rendelkezik. A lakók határozzák meg a kurzusok tematikáját, az új tagok felvételének szempontjait, sőt még a kollégiumban maradás kritériumainak nagy részét is, ugyanakkor ők is ellenőrzik ezek meglétét minden félévre való jelentkezéskor.

### Vezetőség
A kollégium vezetésében a kollégium igazgatója tevékenyen nem vesz részt, csak súlyos esetben avatkozik be, az irányítás nagyrészt a hallgatói önkormányzat kezében van, amelyet a hallgatók által választott különböző bizottságok alkotnak. Nincs egyértelműen egy kiemelt irányító bizottság, a kollégium életét mind a 3+1 bizottság együttes munkája alakítja.
A bizottságok és szerepük a kollégiumi élet irányításában:
| Név                    | Szerepe | Tagjai                                |
| ---------------------- | --- | ------------------------------------- |
| Habilitációs Bizottság | A kollégiumba jelentkező hallgatók közül a felvettek kiválasztása, félévenként a követelmények meglétének ellenőrzése | elnök, 2 ülnök és SzB elnök, DB elnök |
| Szakmai bizottság      | KFTF megszervezése, kurzusok megszervezése és lebonyolítása                                                           | elnök, 3 ülnök                        |
| Diákbizottság          | A közösségi élet szervezése                                                                                           | elnök, 2 ülnök                        |
| Ellenőrző bizottság    | A választási közgyűlések lebonyolítása, a többi bizottság munkájának ellenőrzése, segítése                            | elnök, 2 ülnök                        |

### Követelményrendszer
Az tartozhat a Szakkollégium közösségéhez, aki a bekerüléshez és a bennmaradáshoz szükséges követelményeket teljesíti. A bekerülés feltétele legalább egy idegen nyelv középfokú ismerete és (ha nem első éves a jelentkező) az előző félév 4,0 vagy ennél jobb tanulmányi átlaggal való teljesítése.
A bennmaradáshoz minden félévben teljesíteni kell a 4,0-es tanulmányi átlagot és részt kell venni a kollégium által meghirdetett kurzusokon és közösségi programokon. A harmadik évtől kezdve tudományos kutatómunka végzése kötelező, ennek az egyetem tudományos diákkörei adnak kereteket. Az ott végzett kutatásokról minden évben TDK konferencián tartott előadás, vagy Rektori Pályázat formájában kötelesek beszámolni a hallgatók.

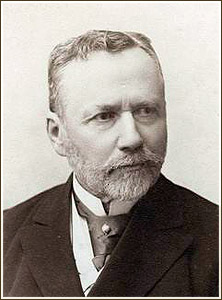
Korányi Frigyes (1828–1913) arcképe

## A kollégium névadója
Korányi Frigyes (1828–1913) belgyógyász, egyetemi tanár, az MTA levelező tagja. Részt vett az 1870-es években a magyar egészségügyi reform kidolgozásában és szerepe volt az I. számú Belklinika átadásában. Klinikumban vizsgálta a szívbillentyű zavarokat, és kimutatta, hogy ennek a betegségnek szerepe van a társadalmi, szociális háttérnek. Korányinak jelentős szerepe volt a tuberkulózis (TBC) elleni védekezésben, ő kezdte el kiépíteni országszerte a mai tüdőszűrők hálózatát. Hosszú ideig volt elnöke az Országos Közegészségügyi Tanácsnak, tagja az Igazságügyi Orvosi Tanácsnak. Fontos feladatnak tartotta a folyamatos kórházfejlesztéseket, a legújabb eljárások, eredmények alkalmazását, illetve szorgalmazta a gyógyfürdők fejlesztését, integrálását a gyógyászatba. Nagyságára és emlékére való tekintettel választotta nevét a Hársfa is, egy nagykállói gimnázium és a Korányi Kórház mellett.

## A Hársfa mindennapjai

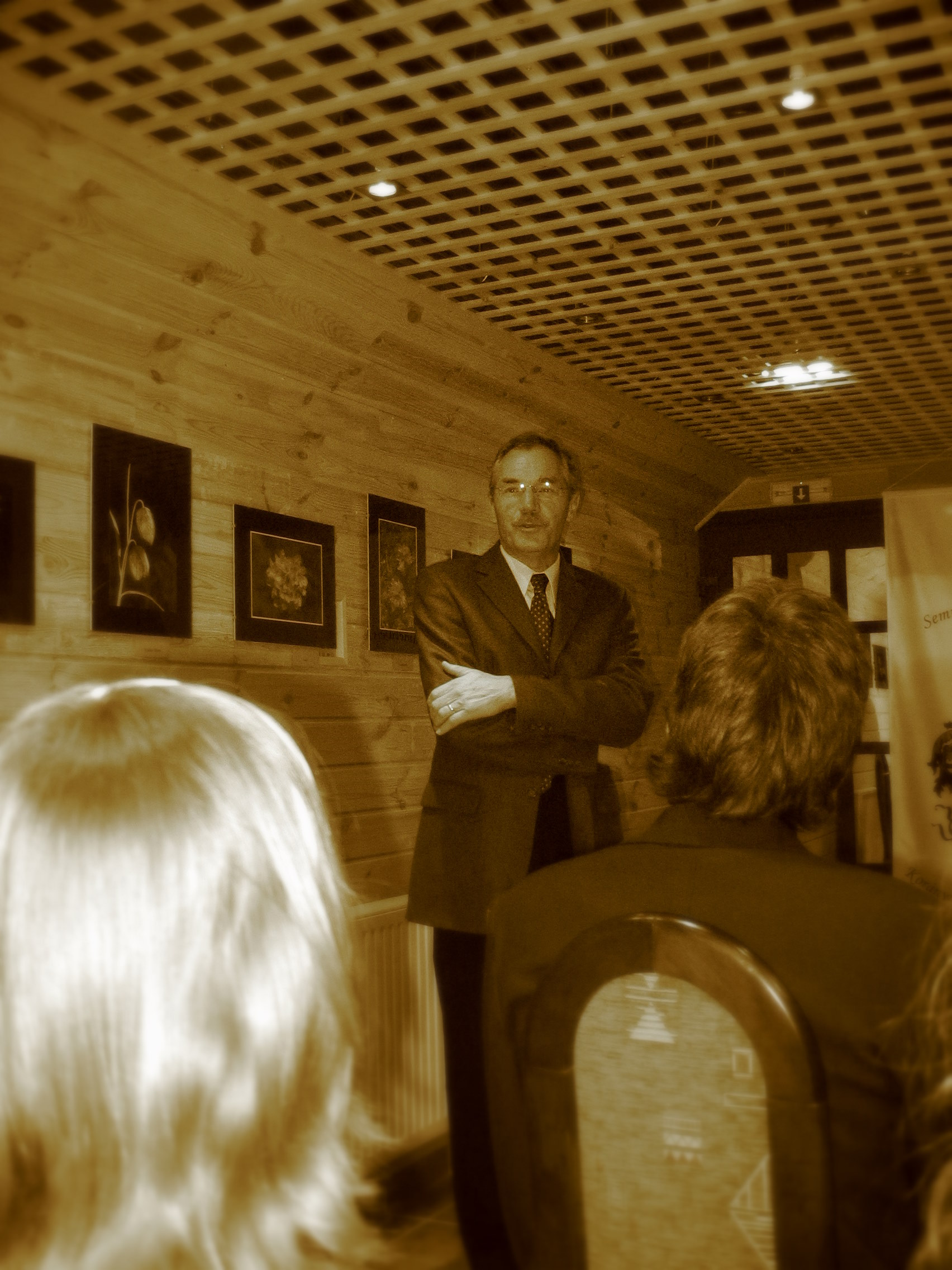
Tulassay Tivadar rektor, a kollégiumban

### Szakmaiság
A szakkollégium legfontosabb és legnagyobb presztízsű rendezvénye a Korányi Frigyes Tudományos Fórum, vagy, ahogy a koleszosok mondják: KFTF, amelyet minden év tavaszán pár héttel az egyetem TDK konferenciája után rendeznek meg. A konferencia zsűrijét minden évben tekintélyes professzorok és az egyetem kiemelt oktatói alkotják, az előadók pedig a négy magyar orvosi egyetem és a határon túli egyetemek legjobb TDK hallgatói közül kerülnek ki.

### Kurzusok
A kurzusok általában olyan tudományterületekkel foglalkoznak, amelyek a sikeres gyógyító munkához szükségesek lennének, de az egyetem kurrikulumában egyelőre egyáltalán nem, vagy csak kis hangsúllyal szerepelnek. Ezek általában 4-5 előadásból álló sorozatok. Vannak olyan, egy előadásból álló esetek is, amikor egy kutató vagy professzor mutatja be saját területét az érdeklődés felkeltése és ismeretterjesztés céljából.

### Felvételi
A kollégiumban minden szemeszter elején kerül sor felvételire. Ennek során a kollégisták döntenek arról, hogy kik nyernek felvételt a közösségbe.

## Képgaléria

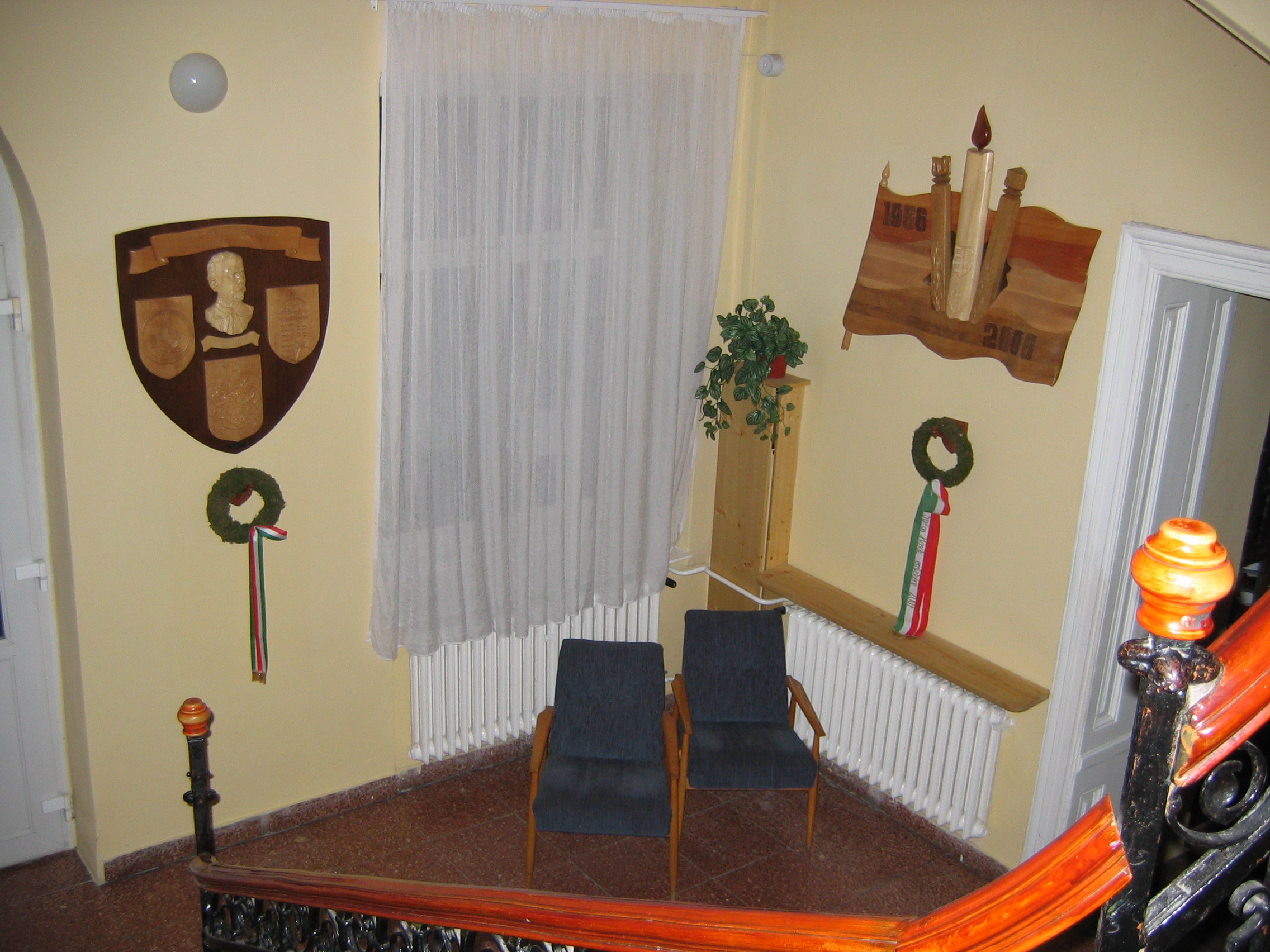
A kollégium bejárati része, a porta mellett, a lépcsőről fotózva
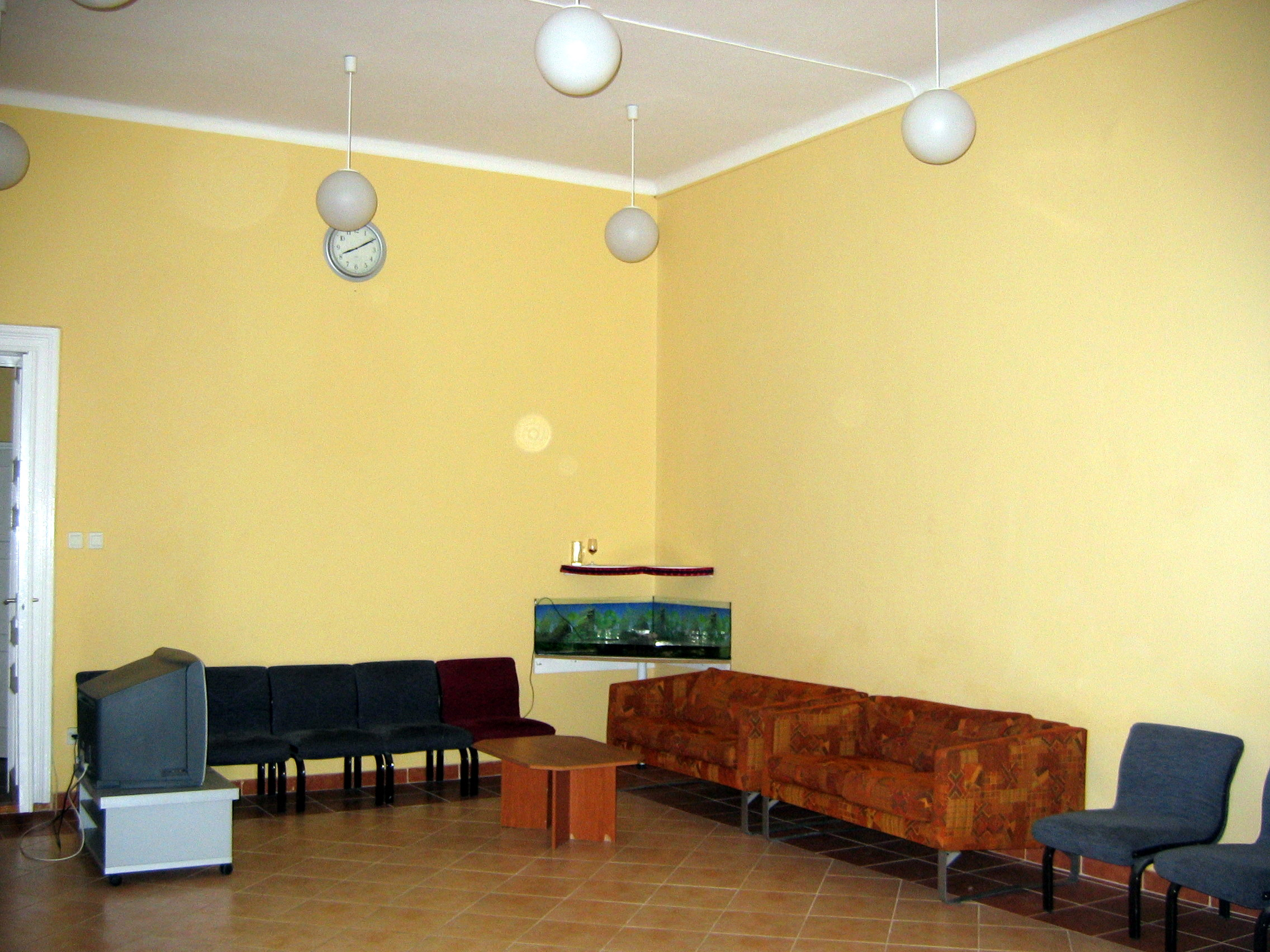
A kollégium első emeleti közösségi terme, más néven társalgója
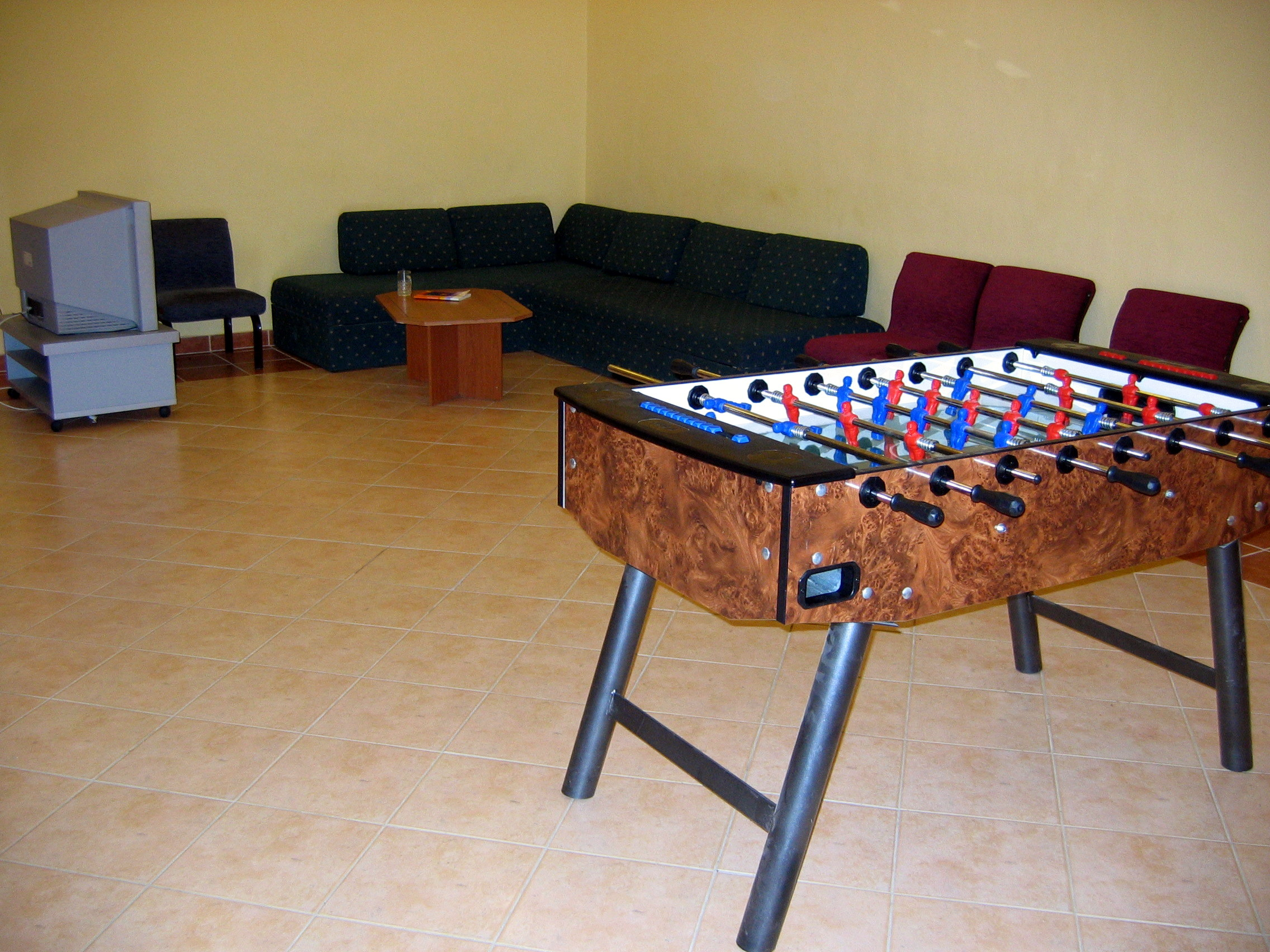
A második emeleti társalgó, csocsó asztallal
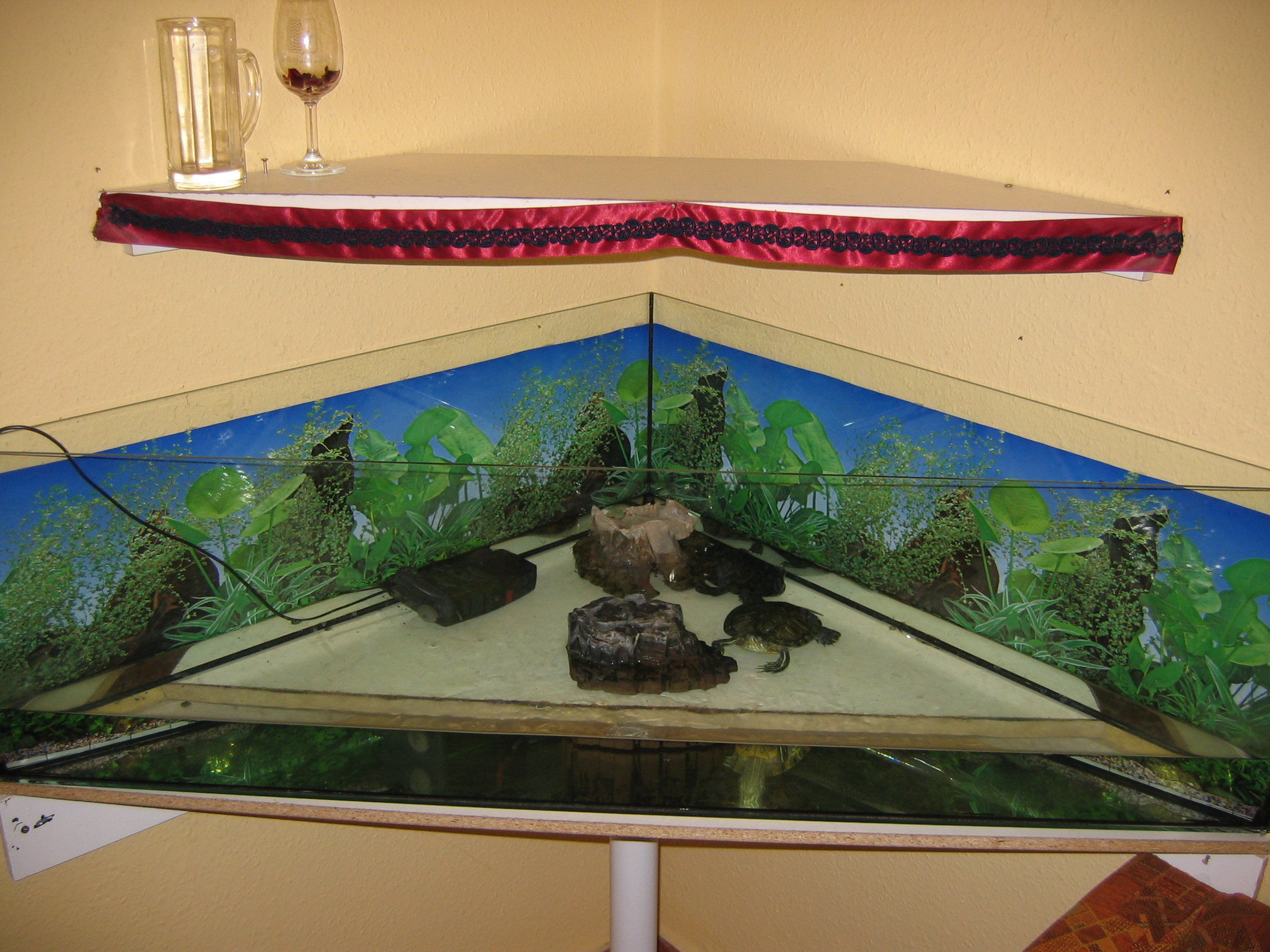
Az első emeleten lévő akvárium ékszerteknősökkel
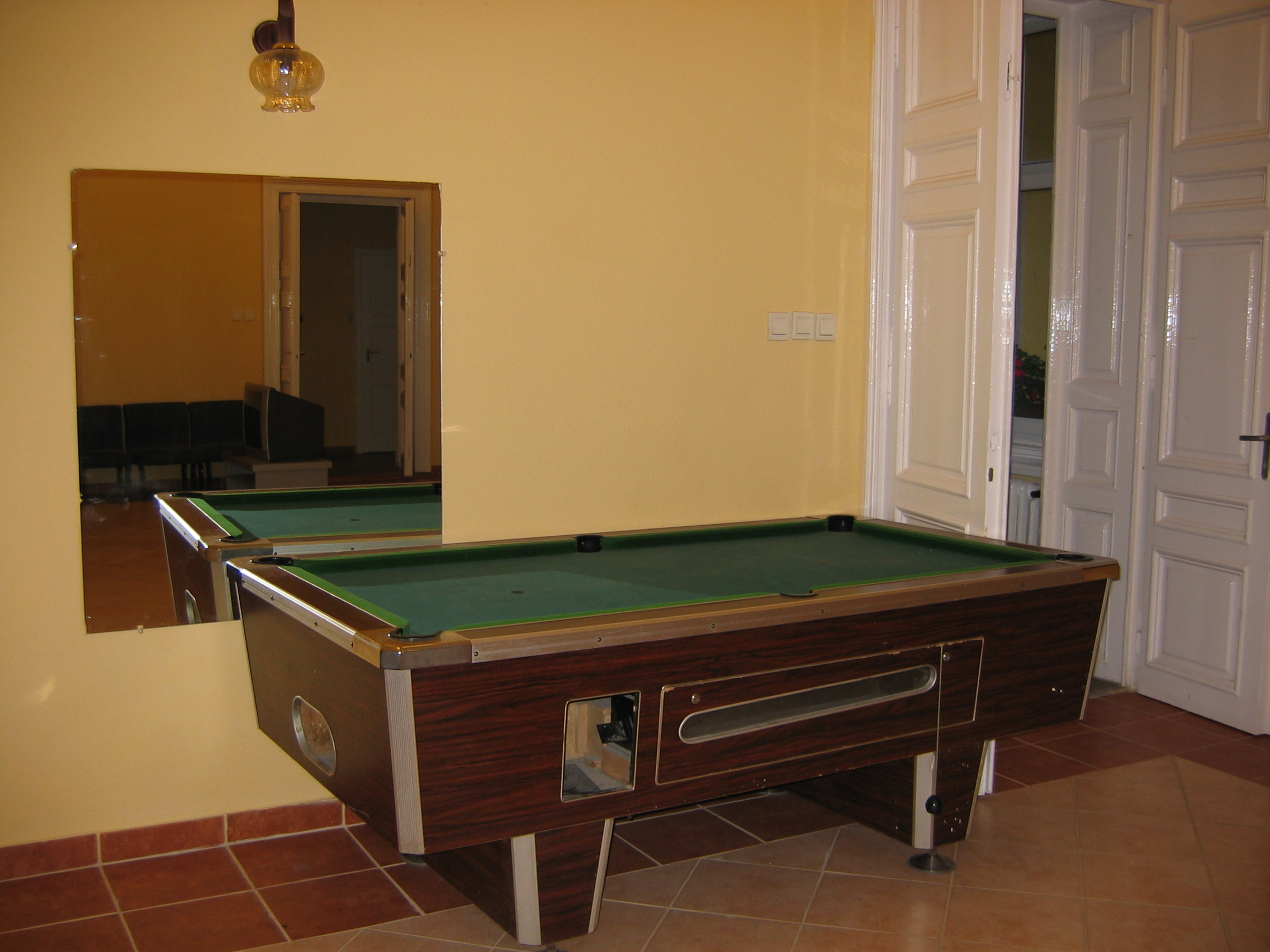
Biliárdasztal az egyik társalgóban
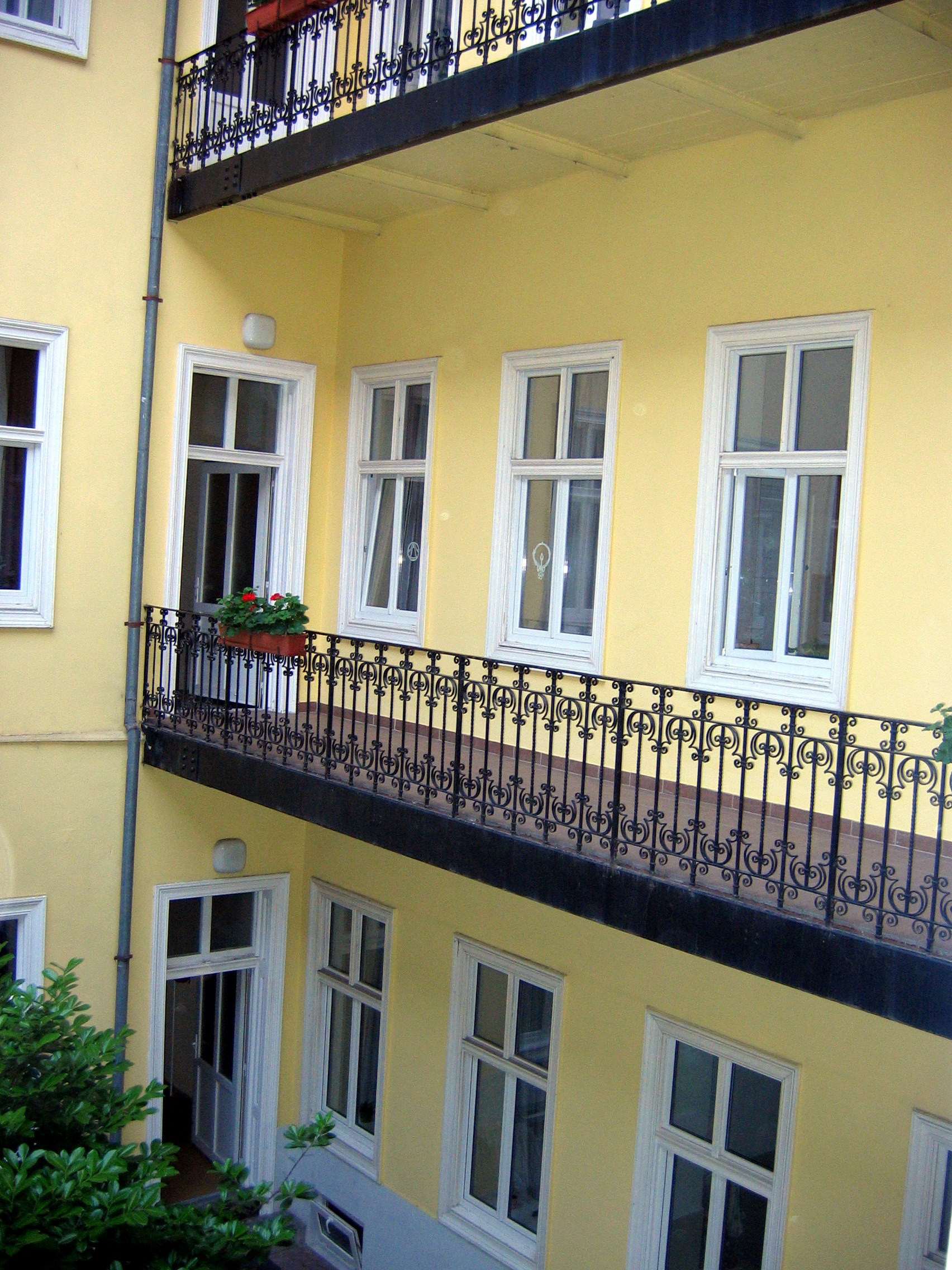
Első emeleti függő folyosó (avagy gang)
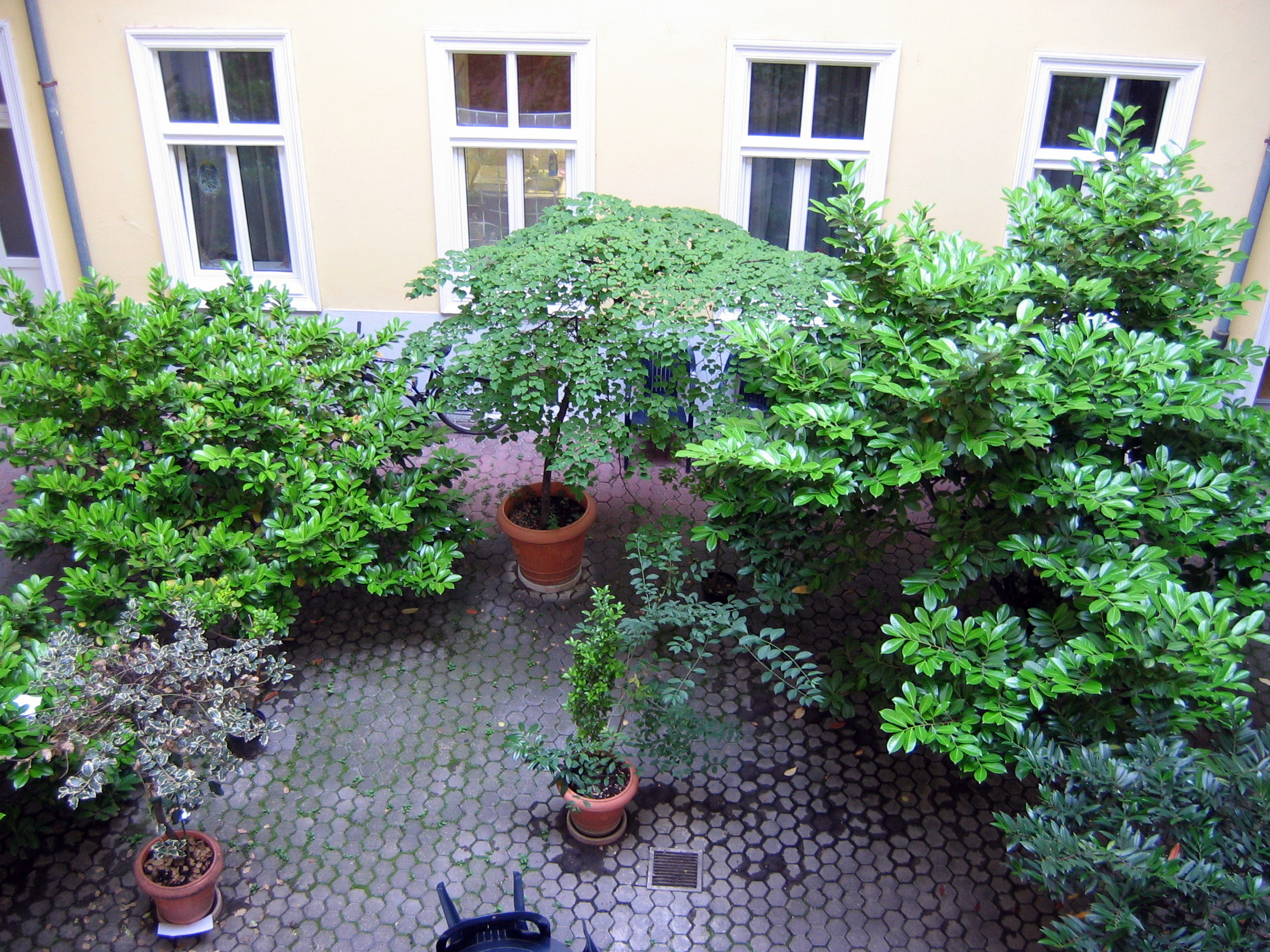
A kollégium belső udvarán lévő növények felülnézetben
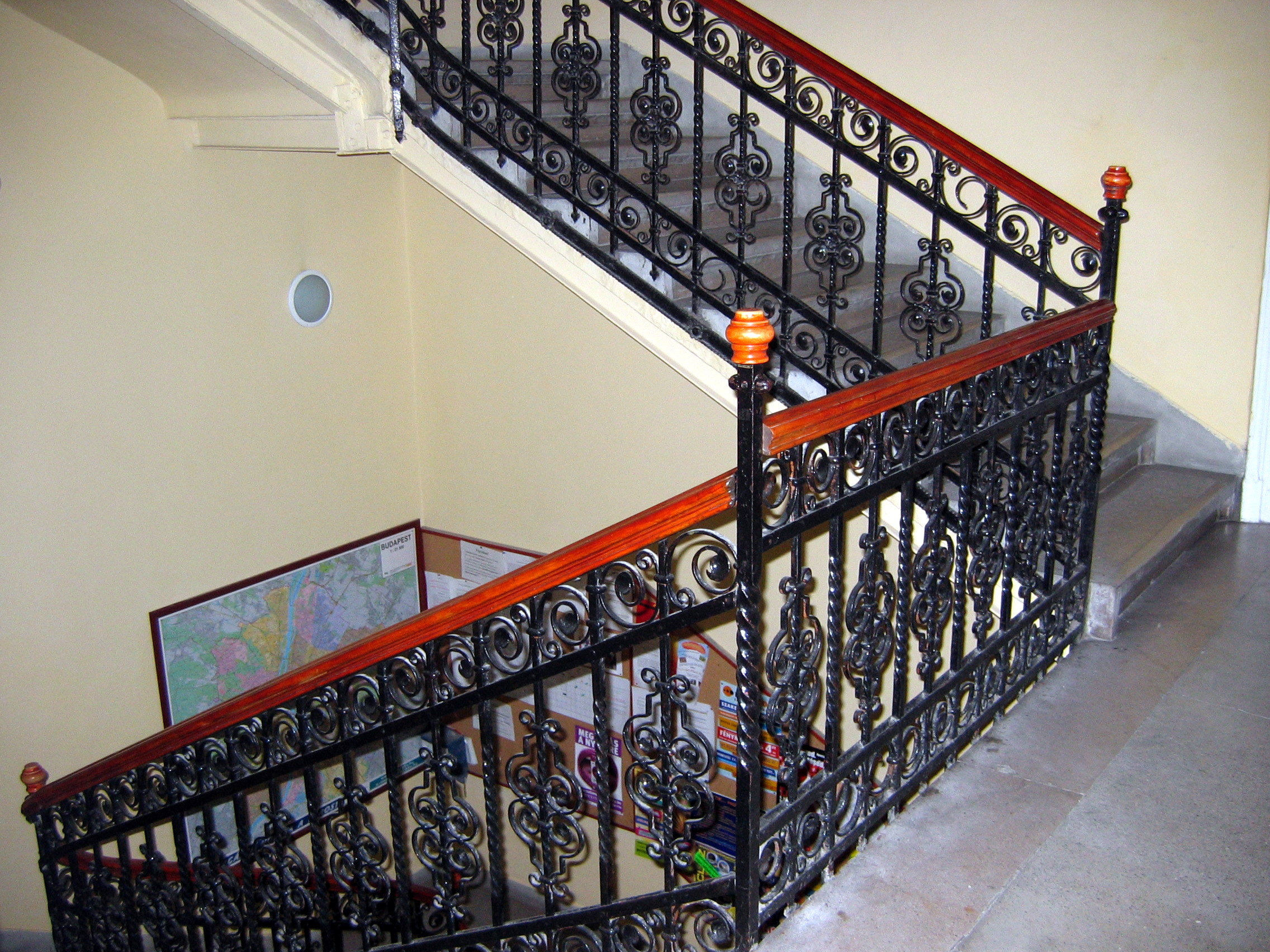
Az emeletek közötti lépcső forduló

## Lásd még
- Bibó István Szakkollégium
- Rajk László Szakkollégium
- Eötvös-kollégium
- szakkollégium
- Semmelweis Egyetem

## Külső hivatkozás

### A kollégiumról
- Korányi Frigyes Szakkollégium honlapja
- Korányi Frigyes Szakkollégium a Semmelweis Egyetem honlapján[halott link]
- Korányi Frigyes Szakkollégium az Eduport-on

### Általánosan
- Kollégiumok listája a FISZ-en
- Szakkollégium.lap.hu